# 国際連合安全保障理事会決議1296
国際連合安全保障理事会決議1296（こくさいれんごうあんぜんほしょうりじかいけつぎ1296、英: United Nations Security Council Resolution 1296）は、2000年4月19日に国際連合安全保障理事会で採択された武力紛争下の文民保護に関する決議。略称はUNSCR1296。

## 概要
国連安保理決議1296は、武力紛争（armed conflict）における文民の保護に関する決議で、前回の決議1265号（1999年9月採択）を受けて設置された非公式作業部会（informal Working Group）ならびに同事務総長報告に基づいて招集された理事会で採択されたもの。紛争における最大の被害者が文民であることを改めて強調し、事務総長に2001年3月31日までに武力紛争下における文民の保護に関する報告を行うことを要請するもの。決議は全会一致で採択された。
この報告を行うにあたり同年9月、カナダ政府主導で介入と国家主権に関する国際委員会(ICISS)が設置され、2001年3月30日、事務総長は「保護する文化」（culture of protection）の育成を目標に加盟国による文民保護能力の強化の必要性を訴える第2回目の事務総長報告を提出。 同年12月18日、ICISS の『保護する責任』報告書が国連総会に提出される。（→保護する責任）

## 主な内容
1. 安保理決議第1265号（1999）及び関連する決議並びに議長声明を想起。
2. 武力紛争下における文民の保護に関する事務総長報告(S/1999/957)を考慮
3. 武力紛争下における文民の対象とした攻撃に対し強い非難を再確認
4. 紛争の予防に関する包括的なアプローチの重要性を再確認
5. 非国家的行為主体を含む全ての関係勢力に対し、国連及びその関連要員が人道的な活動を行う際に、安全・治安・移動の自由を確保することを再確認
6. 事務総長に2001年3月31日までに武力紛争下における文民の保護に関する報告を行うことを要請